# Wythall
Wythall è un paese di 14 000 abitanti della contea del Worcestershire, in Inghilterra.